# Osamu Umeyama
Osamu Umeyama (jap. 梅山 修 Umeyama Osamu; ur. 16 sierpnia 1973) – japoński piłkarz występujący na pozycji napastnika.

## Kariera klubowa
Od 1992 do 2006 roku występował w klubach NKK, Avispa Fukuoka, FC Tokyo, Verdy Kawasaki, Shonan Bellmare i Albirex Niigata.